# Henri-Georges Clouzot
Henri- Georges Clouzot (n. 20 noiembrie 1907, Niort, Poitou-Charentes, Franța – d. 12 ianuarie 1977, Paris, Île-de-France, Franța) a fost un regizor francez.

## Filmografie
- 1942 L'assassin habite au 21
- 1943 Le Corbeau
- 1947 Quai des orfèvres
- 1949 Manon, premiat cu Leul de Aur la Expoziția Internațională de Artă cinematografică de la Veneția
- 1950 Miquette și mama ei (Miquette et sa mère) : Miquette Grandier
- 1953 Salariul groazei (Le salaire de la peur)
- 1954 Diabolicele (Les Diaboliques)
- 1955 Misterul Picasso (Le Mystère Picasso) – documentar
- 1957 Les Espions
- 1960 La Vérité
- 1964 L'Enfer (neterminat)
- 1968 Prizoniera (La Prisonnière)